# 台北地下街

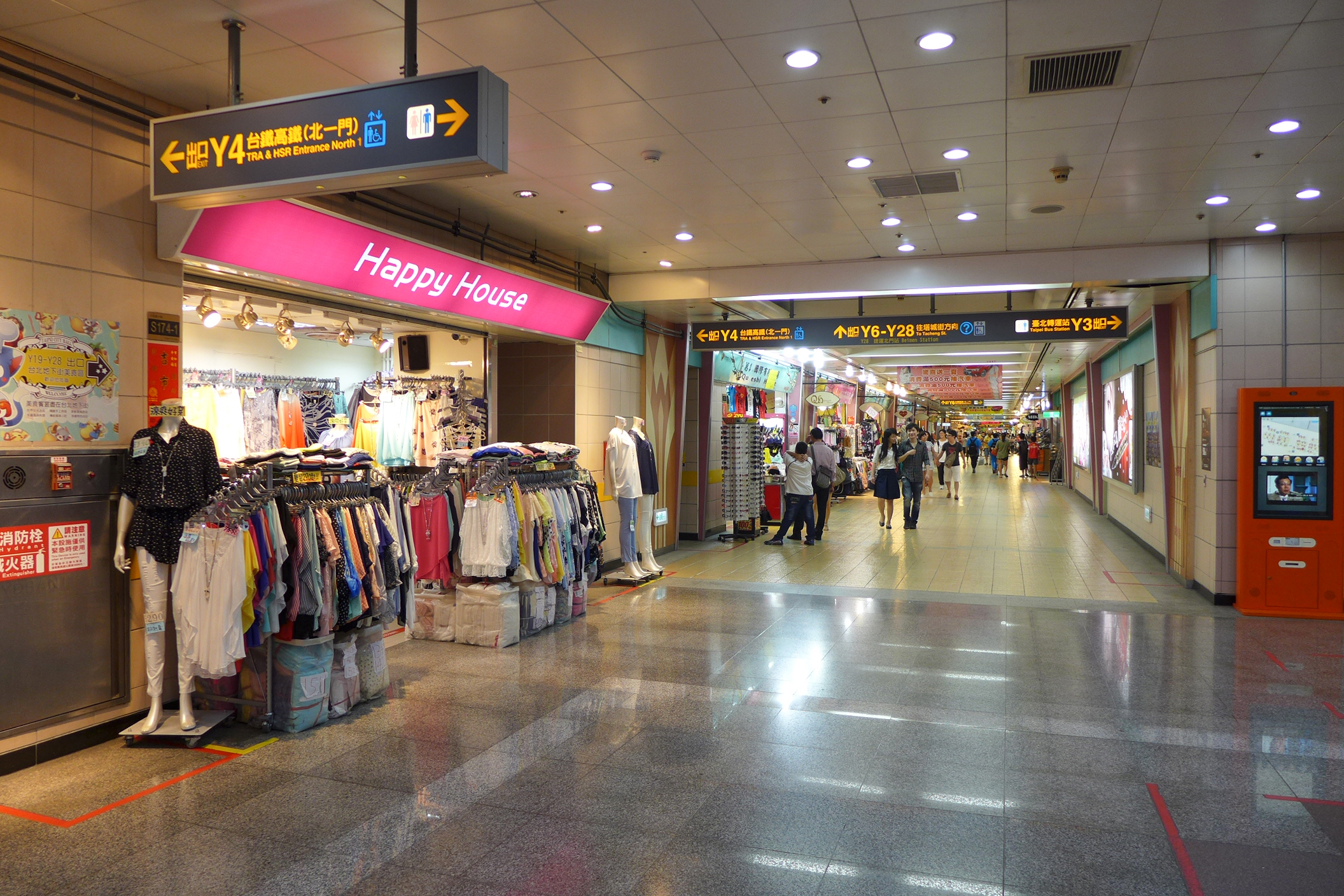
台北地下街（2015年）

25°02′58″N 121°30′53″E / 25.049416°N 121.514809°E
台北地下街（別稱Y區地下街）位於臺灣台北市中正區與大同區交界處，於2000年3月29日啟用，是台北市境內眾多地下商店街之一。

## 歷史

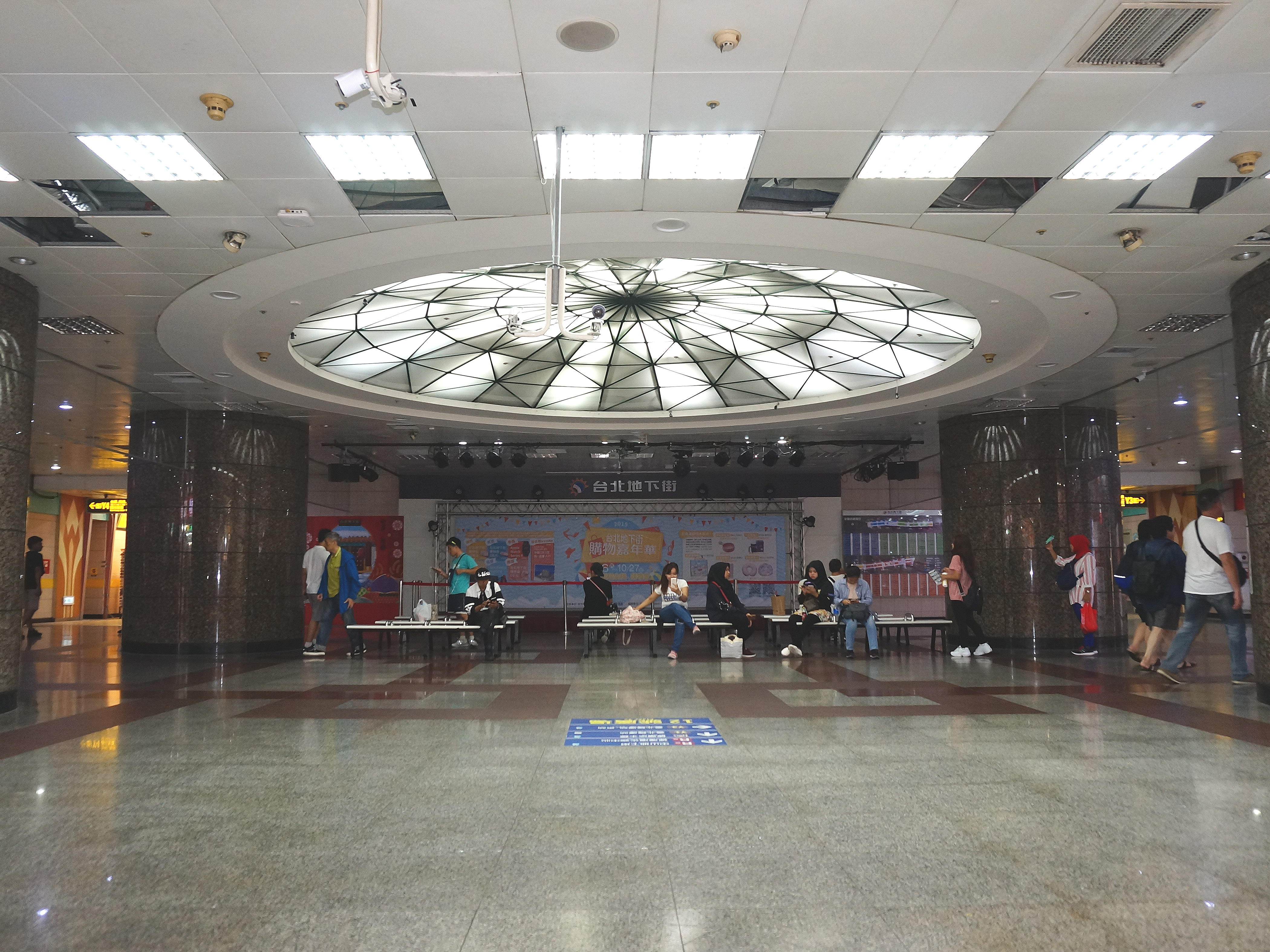
地下街12號廣場

1992年10月：台北市政府決定拆除中華商場。
2000年3月29日：台北地下街開幕，安置中華商場810戶承租戶。
2004年3月15日：站前地下街正式對外營運，安置中華商場另外254戶承租戶。
2011年10月：慶祝台北地下街12週年，台北地下街發表美少女虛擬角色「莉洋」（Rion），由櫻野露設計畫稿、日本聲優花澤香菜配音。
2012年8月：台北地下街正式與台灣原創動漫品牌九藏喵窩合作，並且選擇為台北地下街吉祥物。
2021年9月1日：啟動「台北熊好券」活動。

## 構造及位置

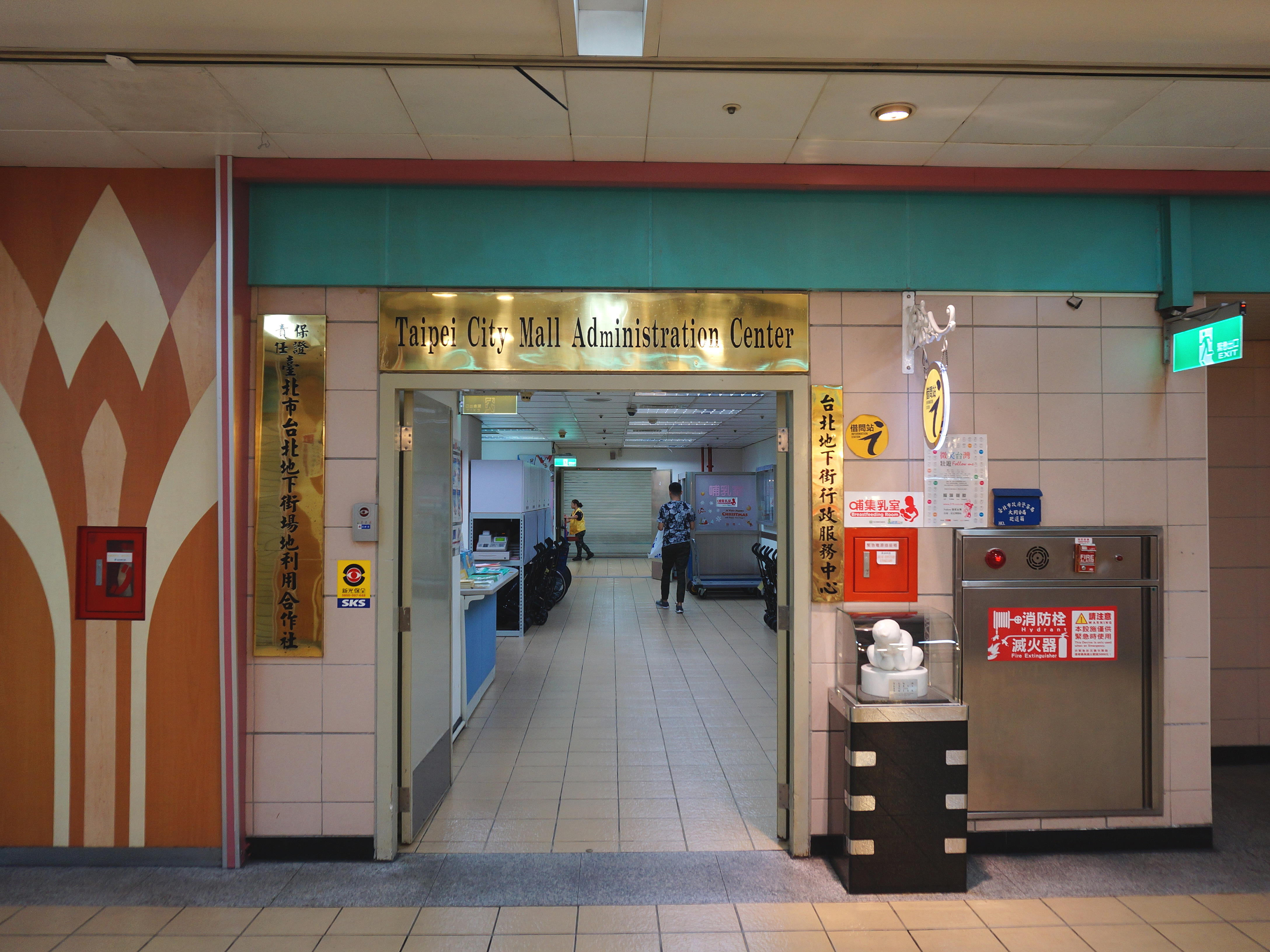
台北地下街場地利用合作社

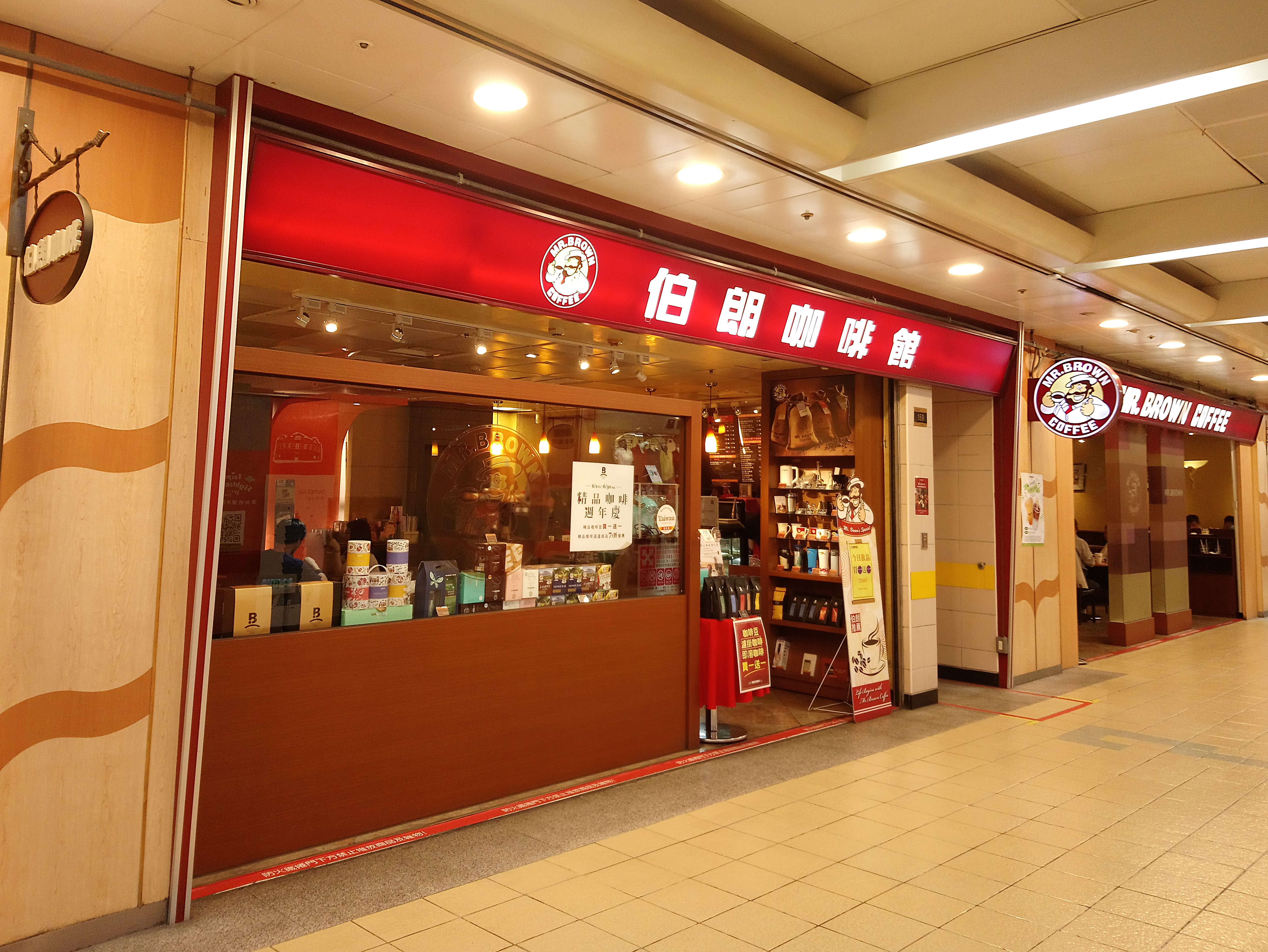
伯朗咖啡館市民店

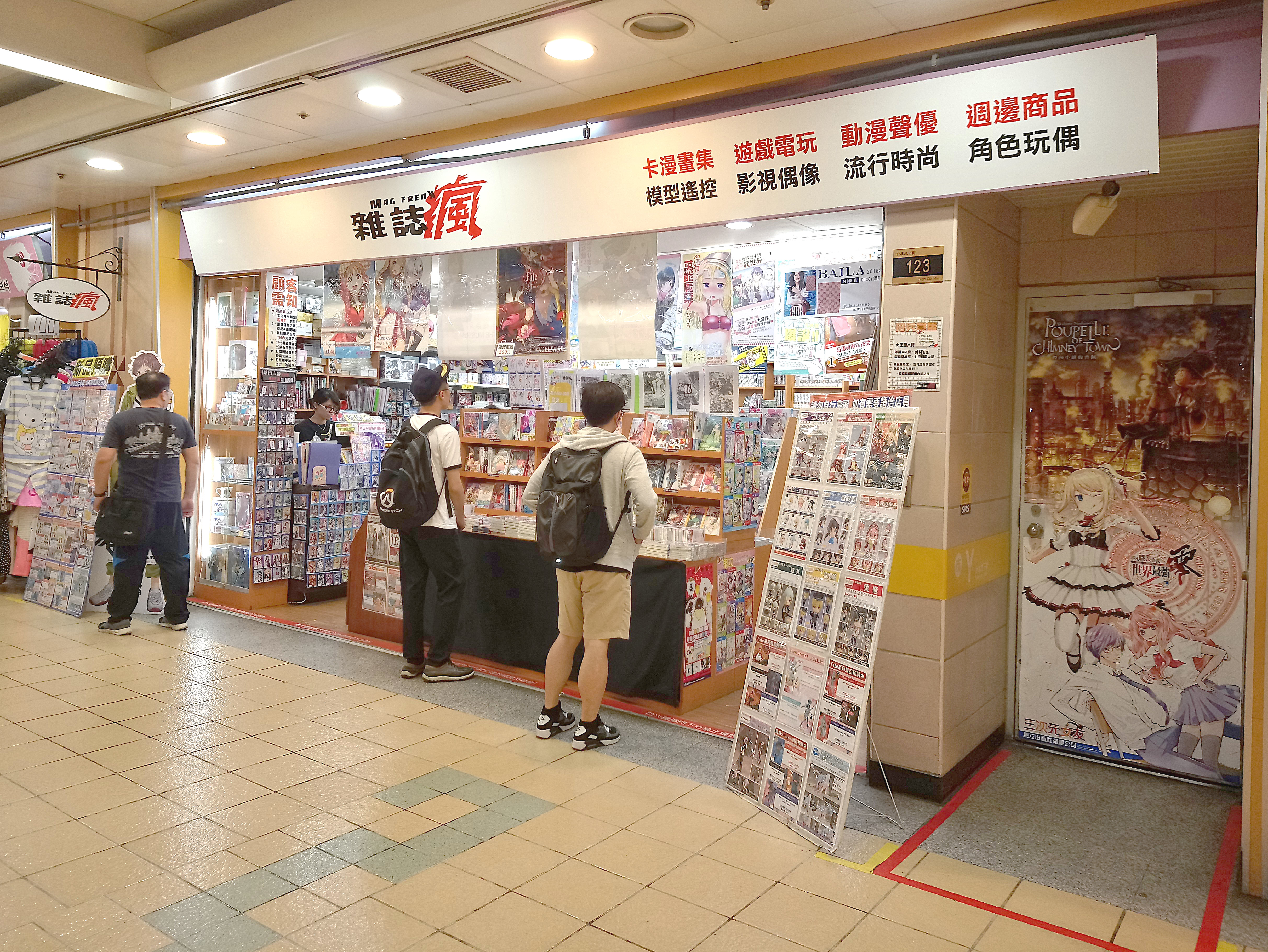
雜誌瘋北街店

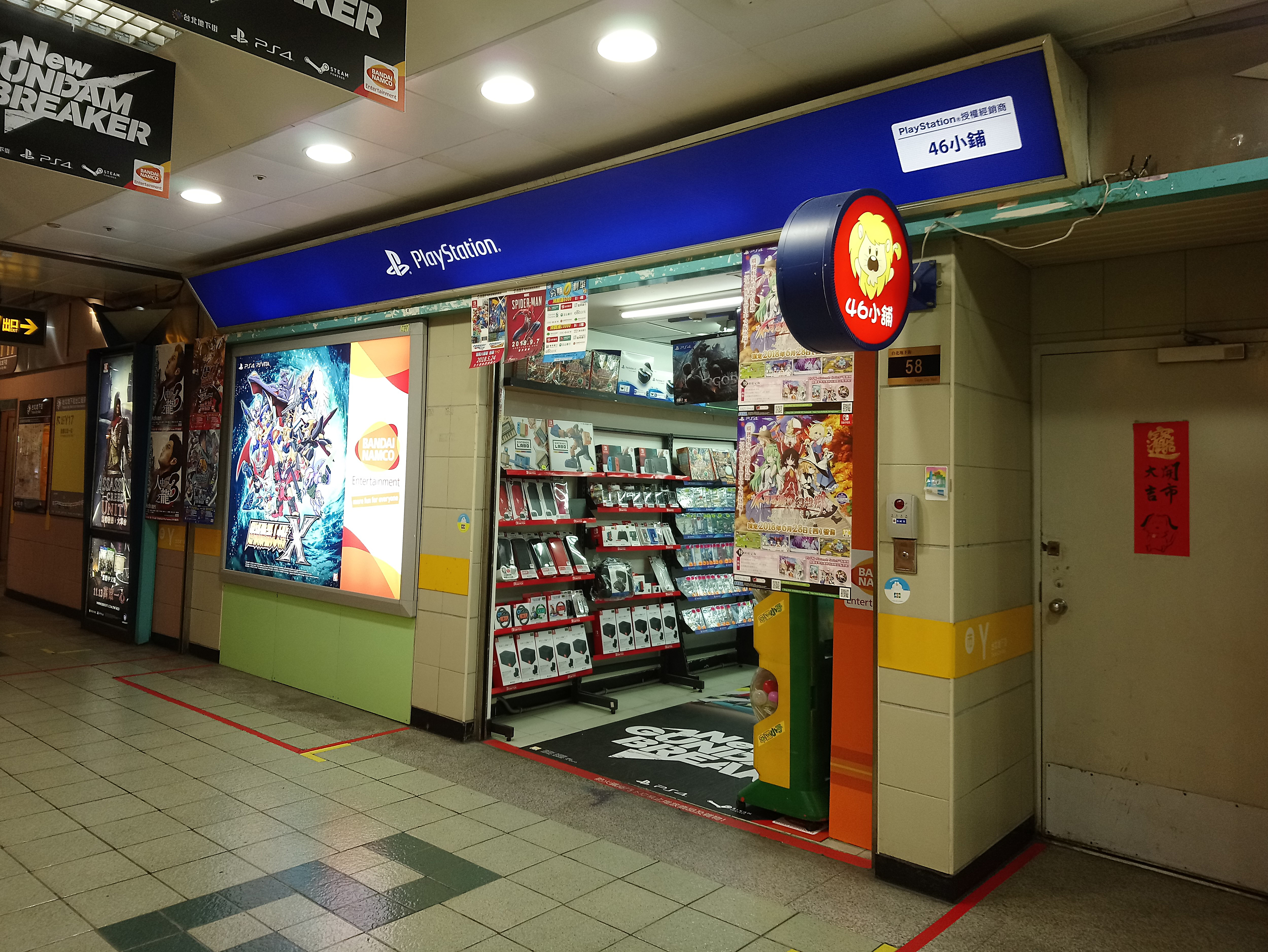
PlayStation46小舖

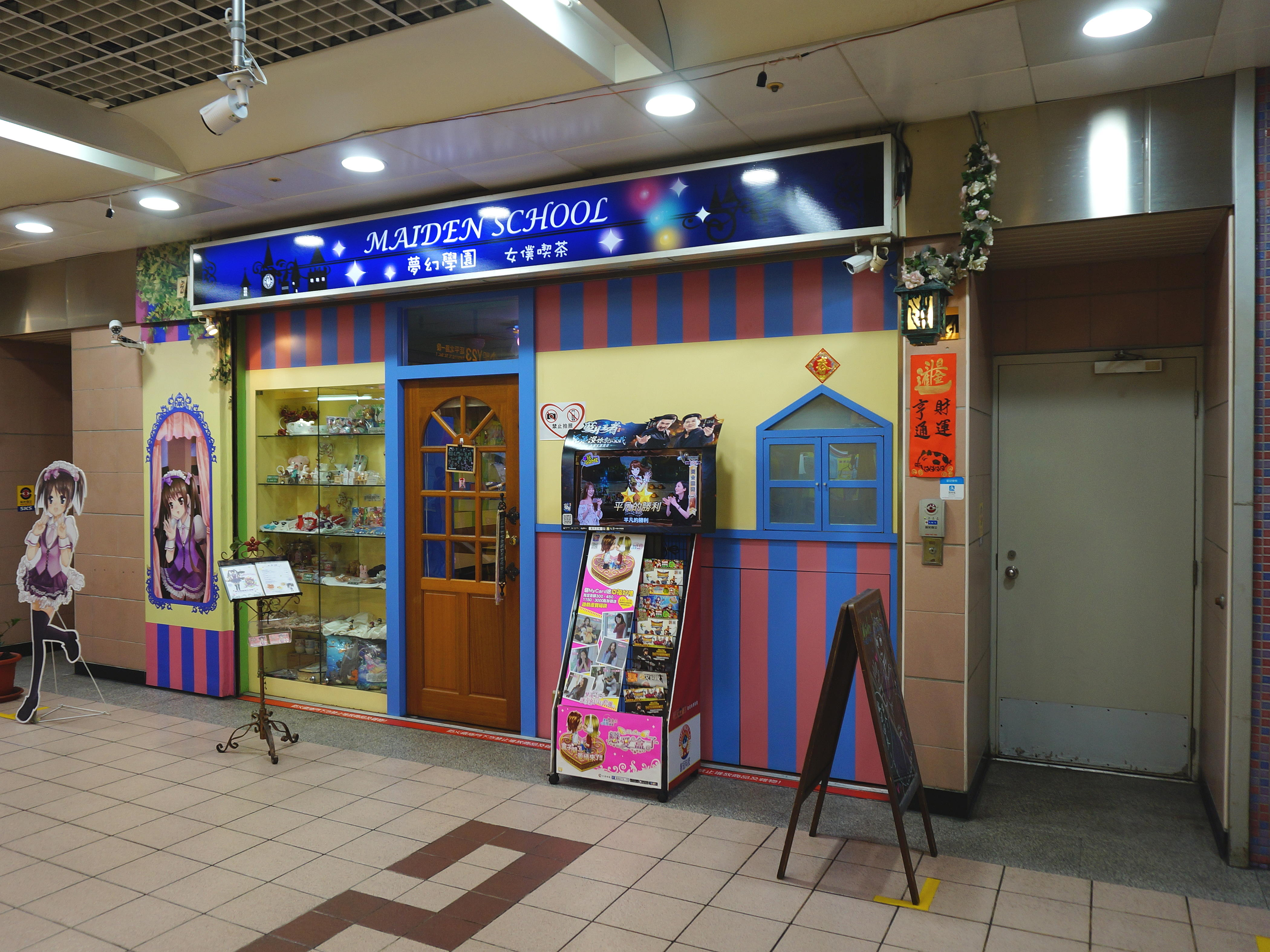
夢幻學園女僕咖啡店

台北地下街位於市民大道一段（鄭州路）下方，西起台北捷運松山新店線北門站，並與該站直接連通，東至淡水信義線；全長825公尺，面積35,738平方公尺，東端和捷運車站連通，東南端亦可到達台鐵台北車站及高鐵台北車站。地下一層為商店街，商家總計187店面，地下二層為停車場。
台北地下街共有二十八個出入口，南北兩側各十四個，均以英文字母Y為編號開頭，南側的Y2出入口和捷運台北車站的M1出入口共用樓梯往地面。東側連通口可以直接進入中山地下街而不必先回到地面。
| 出入口               | 圖片         | 位置                                                                        |
| 市民大道北側         | 市民大道北側 | 市民大道北側                                                                |
| -------------------- | ------------ | --------------------------------------------------------------------------- |
| 出入口Y1（北13）     |              | 臺北轉運站 中山地下街 中山北路 台北市公共自行車租賃系統臺北轉運站           |
| 出入口Y3（北12）     |              | 臺北轉運站 京站時尚廣場（地下連通）                                         |
| 出入口Y5（北11）     |              | 承德路單號 臺北轉運站 京站時尚廣場（地下連通）                              |
| 出入口Y7（北10）     |              | 承德路雙號                                                                  |
| 出入口Y9（北9）      |              | 太原路11巷台北市公共自行車租賃系統市民太原路口                              |
| 出入口Y11（北8）     |              | 太原路11巷                                                                  |
| 出入口Y12U（北9）    |              | 桃園國際機場捷運臺北車站連通道                                              |
| 出入口Y13（北7）     |              | 太原路 華陰街行人徒步區                                                     |
| 出入口Y15（北6）     |              | 太原路 華陰街行人徒步區                                                     |
| 出入口Y17（北5）     |              | 重慶北路單號 華陰街行人徒步區                                               |
| 出入口Y19（北4）     |              | 重慶北路雙號                                                                |
| 出入口Y21（北3）     |              | 延平北路單號                                                                |
| 出入口Y23（北2）     |              |                                                                             |
| 出入口Y25（北1乙）   |              | 塔城街 關務署                                                               |
| 出入口Y27（北1甲）   |              | 塔城街 關務署                                                               |
| 市民大道南側         |              |                                                                             |
| 出入口Y2／M1（南13） |              | 捷運台北車站（地下連通） 台鐵 高鐵（北一門、地下連通）                      |
| 出入口Y4（南12）     |              | 台鐵 高鐵（北一門、地下連通）                                               |
| 出入口Y6（南11）     |              | 台鐵 高鐵（北二門）                                                         |
| 出入口Y8（南10）     |              | 台鐵 高鐵（北三門、地下連通） 承德路                                        |
| 出入口Y10（南9）     |              | 台鐵 高鐵西區停車場                                                         |
| 出入口Y12（南8甲）   |              | 館前路                                                                      |
| 出入口Y14（南8乙）   |              | 機場捷運臺北車站臺北雙子星C1基地（2017年2月16日開放）                       |
| 出入口Y16（南7）     |              | 機場捷運臺北車站雙子星C1基地                                                |
| 出入口Y18（南6）     |              | 機場捷運臺北車站雙子星C1基地                                                |
| 出入口Y20（南5）     |              | 重慶南路                                                                    |
| 出入口Y22（南4）     |              | 機場捷運臺北車站雙子星D1基地 鐵路警察局 重慶南路                            |
| 出入口Y24（南3）     |              | 北門 延平南路 博愛路 台北北門郵局                                           |
| 出入口Y26（南2）     |              | 台鐵舊舍                                                                    |
| 出入口Y28（南1）     |              | 塔城街 捷運北門站（地下連通） 台北市公共自行車租賃系統捷運北門站（3號出口） |

## 利用狀況
目前營運管理單位為「保證責任台北市台北地下街場地利用合作社」。

## 外部連結
- 地下街 （页面存档备份，存于）（繁體中文）（英文）
- 台北地下街  臺北旅遊網 （页面存档备份，存于）
- 臺北市市場處機關入口網-台北地下街 （页面存档备份，存于）
- 台北地下街的Facebook專頁